# Idioma yekuana
El yekuana/yekuna o dekwana es una lengua indígena de la familia caribe hablado por los maquiritares, aproximadamente 6000 personas, en el sureste de Venezuela y en la frontera de Brasil.

## Clasificación
El yekuana es parte de la familia caribe, de la rama guayanesa meridional. Está emparentado con el idioma pemón. 

## Distribución
El idioma yekuana se habla en el este del Estado Amazonas y parte del Estado Bolívar de Venezuela.

## Descripción lingüística

### Léxico (Código SIL:MCH)
Algunas palabras en yekuana:
echime, okömöi: machete, peinilla
ghamu, shi: sol
huasuudi, huesúdi, hui'io: arco iris
imanate, mama: mama
kadémedu, yoenkukúdu: rayos y truenos
kahu, kahunya: cielo o firmamento
koh'ñoko, konahai: período de lluvias
koyatyio: noche
kumashi, kumachi, kuamachi, amaduwakadi: Venus
nonna, nunö, nuno, nunna, nuuna: luna (masculino)
nóno: tierra, suelo
shí, anoto: día
tchirike, siriche, sidtye, sidishe, shirishie, shidishe: estrella
toná, tun´na: agua (de origen terrestre)
whatö: cocina
wehddu: período de sequía
wanadi, med'atia: el primer hombre
udlaha, udáhe, ulahanakomo: cúmulo de las Pléyades